# Micropholis guyanensis
Micropholis guyanensis är en tvåhjärtbladig växtart som först beskrevs av A.Dc., och fick sitt nu gällande namn av Jean Baptiste Louis Pierre. Micropholis guyanensis ingår i släktet Micropholis och familjen Sapotaceae.

## Underarter
Arten delas in i följande underarter:
- M. g. duckeana
- M. g. guyanensis